# 長野県上田千曲高等学校
長野県上田千曲高等学校（ながのけんうえだちくまこうとうがっこう）は、長野県の上田市にある公立高校である。
略称は、「千曲（ちくま）」で、文化祭は「千曲祭」と称する。

## 沿革
- 1917年 - 町立上田女子実業補習学校として開校。
- 1920年4月1日 - 長野県上田実科高等女学校に改称。
- 1942年 - 上田市立商工学校が開校。商業科、建築科を設置。
- 1943年4月 - 長野県上田実科高等女学校が長野県上田市立高等女学校に改称。上田市立商工学校に機械科を設置。
- 1944年 - 上田市立商工学校の商業科を機械科に転科。
- 1945年4月 - 上田市立商工学校を長野県上田工業学校に改称。
- 1946年4月 - 長野県上田工業学校を長野県上田商工学校に改称。商業科、建築科、機械科を設置。
- 1947年4月1日 - 学制改革第1段階（6・3制）実施。長野県上田市立高等女学校と上田市立商工学校に併設中学校が設置される。それぞれの併設中学校は合併→県立移管後も上田市立で通した。
- 1948年4月1日 - 学制改革第2段階（6・3・3・4制）実施により、長野県上田市立高等女学校と上田市立商工学校を合併し、上田市立高等学校となる。建築科、機械科、商業科、家庭科、普通科を設置。定時制課程を併設。
- 1949年4月1日 - 長野県に移管し、長野県上田千曲高等学校（建築科、機械科、商業科、家庭科）に改称。
- 1950年3月31日 - 普通科を廃止。同時に長野県上田市立高等女学校・上田市立商工学校併設中学校廃止。移転→県立移管が完全に完了。
- 1956年 - 十一月、創立四十周年記念式典・祝賀会を挙行。
- 1958年 - 電気科を設置。
- 1961年 - 定時制機械科を設置。
- 1963年 - 家庭科を家政科に転科。
- 1969年 - 校旗を制定。
- 1970年 - 九月、長野県上田千曲高等学校校舎改築期成同盟会の結成。
- 1973年 - 五月、校舎全面改築起工式を行う。
- 1975年 - 八月、新校舎へ移転。
- 1979年 - 11月、創立六十周年・新校舎落成記念式典を挙行。
- 1985年 - 機械科を一学級とし電子機械科を設置。
- 1996年 - 四月、電気科を一学級減とする。
- 1997年 - 家政科を食物栄養科、生活福祉科に改編。創立八十周年記念式典・祝賀会を挙行。
- 2006年 -　四月、商業科を一学級減とする。
- 2007年 - 十月、創立九十周年式典・祝賀会を挙行。トレーニングルーム新設・雨天練習場改装
グラウンド照明整備・グラウンド用駐車場整備。
- 2010年 - 一月、何者かに機械科棟一階の同窓会事務所を燃やされるボヤ騒ぎが起きる。
- 2017年 - 創立100周年を迎え記念式典が1000人規模で執り行われる。
- 2021年 - 四月、電子機械科、機械科が併合されメカニカル工学科を設置。

## 教育目標
常に「質実剛健」の校訓の下に実業教育に徹し、現在工業科・商業科・家政科と 
3つの大学科を擁する上小唯一の総合的な専門高校として
専門的特質を伸長し、社会人として、円満な人格、品位ある個人の完成を期する。

## 校章
- 桐に高の文字。

千曲高校の校章は上田藩主藤井松平家の桐の紋をヒントに、 デザイン化したものを校章として制定された。校章制定委員会を設立し、全校生徒からデザインを募集した。しかし、校章の決定には至らず、商業科の西沢豊先生が デザインを考案することになった。

（同窓会千曲高校の校章より転用）

## 校歌・応援歌
- 校歌
  - 折口信夫　作詞
  - 信時潔　作曲

## 著名な卒業生
- 中曽根雅夫（俳優、声優）
- 坂口光治 （東京都西東京市市長）
- ブッチー武者 （タレント）
- ヤジマリー。（スカチャン）
- リュウ・ヌグラハ（プロサッカー選手）

## 交通
- しなの鉄道、しなの鉄道線：上田駅徒歩30分
- 上田電鉄別所線：三好町駅、赤坂上駅徒歩15分